# Bousculade du Hajj en 2015
La  bousculade du Hajj en 2015 est une bousculade qui s'est produite le 24 septembre 2015, à la suite d'un mouvement de foule lors de la fête de l'Aïd al-Adha à Mina, près de La Mecque en Arabie saoudite. Le bilan officiel, communiqué par le gouvernement saoudien le 26 septembre 2015, est de 769 morts et de 934 blessés. Se basant sur les chiffres communiqués par 30 pays dont les ressortissants étaient à la Mecque le jour de la catastrophe, l'Agence France Presse et l'Associated Press dénombrent respectivement 1 958 et 2 121 morts au 19 octobre 2015. Selon Middle East Eye, le nombre de corps sans vie photographiés pour l'enquête s'élève à 2 253. L'Iran évoque au moins 4 500 morts, dont au moins 10 % d'Iraniens.  
C'est la catastrophe la plus meurtrière de l'histoire du Hajj. 

## Contexte
Le pèlerinage du hajj dans la ville sainte de La Mecque est un des cinq piliers de l'islam et a réuni, le 24 septembre 2015, jour de l'Aïd al-Adha, près de deux millions de personnes, qui se sont rassemblées dans la vallée de Mina, dans l'Ouest de l'Arabie saoudite, pour commencer le rituel de la lapidation de Satan. Il s'agit d'un rituel qui consiste à jeter 7 pierres sur une stèle à l'effigie du démon, et 21 le lendemain ou le surlendemain.

## Déroulement des faits

Carte des lieux.

La catastrophe s'est produite vers 9 heures du matin aux abords du pont Djamarat, un pont qui relie deux falaises et que doivent emprunter tous les pèlerins pour jeter des pierres sur la stèle de 18 mètres de haut qui représente le diable. Ce pont constitue un goulet d’étranglement conduisant à une augmentation de la densité de la foule. Or à partir de 6 à 7 personnes par mètre carré, l'écoulement de la foule peut devenir turbulent, un phénomène meurtrier.
Il semblerait qu'un choc entre une marée humaine quittant l'une des stèles et une autre foule venant en sens inverse a provoqué le drame. Selon le porte-parole du ministère saoudien de l'Intérieur, Mansour Turki, « la grande chaleur et l'état de fatigue des pèlerins ont contribué au nombre important des victimes ». En effet, les températures dépassaient les 40 °C en journée (42 °C) à la Mecque lors de cette fête de l'Aïd al-Adha.
Après ce drame, le flux de pèlerins est désormais régulé.

## Gestion de la crise
Le ministre de la santé saoudien, Khaled al-Faleh, a promis une enquête « rapide et transparente ». 
Les familles des victimes ne seront pas indemnisées. Le Mali déplore 282 victimes confirmées lors de la bousculade, mais 215 disparus lors du Hajj 2015, ce qui fait 497 victimes.
L'Iran est le pays qui dénombre le plus grand nombre de victimes : au moins 464 morts au 24 octobre 2015. Les relations diplomatiques entre l'Iran et l'Arabie Saoudite se tendent rapidement, l'Iran demandant le rapatriement rapide des morts, et accusant le régime saoudien d'être entièrement responsable de la catastrophe. Ghazanfar Roknabadi, l’ambassadeur iranien au Liban a été tué lors de la bousculade de Hajj. Bilkisu Yusuf, journaliste nigériane fait également partie des victimes.

Le lundi 5 septembre 2016, à une semaine du début du hajj, le Guide suprême iranien, l'ayatollah Ali Khamenei, par un message aux pèlerins de la Mecque, attaque vivement l'Arabie saoudite et critique les « dirigeants saoudiens » . L'ayatollah Khamenei critique également le fait que les pèlerins iraniens ne puissent se rendre en pèlerinage à La Mecque cette année . Il exhorte les musulmans à reconsidérer la gestion des lieux saints par Ryad , selon son site officiel, il explique: 

« Le monde musulman, aussi bien les gouvernements que les peuples, doivent connaître les dirigeants saoudiens et leur nature irrévérencieuse, non croyante et dépendante (...) et réfléchir sérieusement à la gestion des lieux saints. Sinon le monde musulman sera confronté à des problèmes plus grands" . »

## Victimes

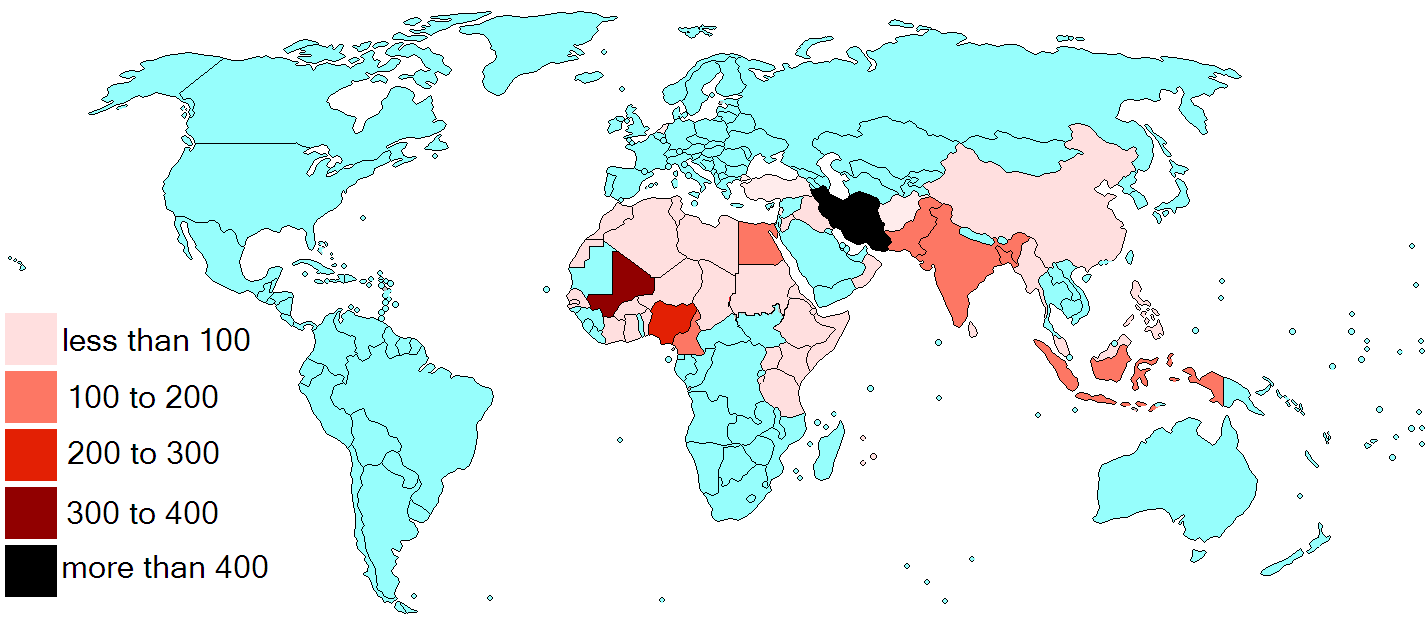
Nationalités des victimes de la bousculade, incluant les blessés et disparus.

| Nationalité   | Morts | Disparus | Total |
| ------------- | ----- | -------- | ----- |
| Iran          | 464   | 0        | 464   |
| Mali          | 312   | 34       | 346   |
| Nigeria       | 274   | 43       | 317   |
| Égypte        | 190   | 45       | 235   |
| Bangladesh    | 137   | 53       | 190   |
| Indonésie     | 129   | 0        | 129   |
| Inde          | 114   | 10       | 124   |
| Cameroun      | 106   | 28       | 134   |
| Pakistan      | 83    | 7        | 90    |
| Niger         | 78    | 41       | 119   |
| Sénégal       | 62    | 0        | 62    |
| Éthiopie      | 53    | 0        | 53    |
| Bénin         | 52    | 41       | 93    |
| Tchad         | 52    | 50       | 102   |
| Côte d'Ivoire | 52    | 7        | 59    |
| Algérie       | 46    | 3        | 49    |
| Maroc         | 42    | 1        | 43    |
| Tanzanie      | 32    | 7        | 39    |
| Soudan        | 30    | 2        | 32    |
| Burkina Faso  | 22    | 7        | 29    |
| Ghana         | 17    | 17       | 34    |
| Tunisie       | 15    | 0        | 15    |
| Kenya         | 12    | 0        | 12    |
| Libye         | 10    | 7        | 17    |
| Somalie       | 8     | 0        | 8     |
| Turquie       | 7     | 0        | 7     |
| Birmanie      | 6     | 5        | 11    |
| Mauritanie    | 5     | 0        | 5     |
| Chine         | 4     | 0        | 4     |
| Afghanistan   | 2     | 6        | 8     |
| Djibouti      | 2     | 3        | 5     |
| Jordanie      | 2     | 1        | 3     |
| Gambie        | 2     | 0        | 2     |
| Burundi       | 1     | 6        | 7     |
| Ouganda       | 1     | 2        | 3     |
| Sri Lanka     | 1     | 1        | 1     |
| Irak          | 1     | 0        | 1     |
| Liban         | 1     | 0        | 1     |
| Malaisie      | 1     | 0        | 1     |
| Pays-Bas      | 1     | 0        | 1     |
| Oman          | 1     | 0        | 1     |
| Philippines   | 1     | 0        | 1     |
| Total         | 2 376 | 386      | 2 762 |